# 教廷駐中華民國公使館舊址
教廷駐中華民國公使館舊址是位於中國江蘇省南京市鼓樓區天竺路25號的一棟建築。教廷在1946年任命黎培里為首任駐華全權公使後，在南京租用土地，修建了這棟二層建築作為駐中華民國公使館。1951年，教廷和中華人民共和國斷交，教廷公使也遷離這棟建築。該建築為南京市近現代重要史蹟及代表性建築。